# Charlotte Bühlerová
Charlotte Bühlerová rozená Malachowski (20. prosince 1893 Berlín – 3. února 1974 Stuttgart) byla německá psycholožka. Během své profesní kariéry se zabývala dětskou psychologií, klinickou psychologií, problematikou celoživotního vývoje (anglicky „life-span development“), psychologickou diagnostikou a psychoterapií. Je řazena k významným psychologům 20. století a považována za zakladatelku moderní vývojové psychologie.

## Životopis
Charlotte Malachowski se narodila v Berlíně jako nejstarší ze dvou dětí do rodiny židovského architekta Hermanna Malachowského a jeho manželky Kathariny Rose, rozené Kristellerové. Po absolvování střední školy v Charlottenburgu začala v roce 1913 studovat přírodní a humanitní vědy na Freiburské univerzitě a na berlínské Humboltově univerzitě. 
Dne 4. dubna 1917 se provdala za psychologa Karla Bühlera a v roce 1917 se jim narodila dcera Ingeborg a v roce 1919 syn Rolf.
V roce 1918 obhájila disertační práci na téma Über Gedankenentstehung: Experimentelle Untersuchungen zur Denkpsychologie (O původu myšlení: Experimentální výzkum o psychologii myšlení) a získala doktorát na mnichovské univerzitě. Ve stejném roce se přestěhovala s rodinou do Drážďan, kde pokračovala ve výzkumu v oblasti dětské a adolescentní psychologie. V roce 1920 obhájila habilitační práci na Technické univerzitě v Drážďanech. Stala se první ženou v Sasku, která získala  odbornou pedagogickou kvalifikaci pro výuku estetiky a pedagogické psychologie na této univerzitě. 
Již jako vdova se v roce 1971 vrátila ze Spojených států amerických ke svým dětem do Stuttgartu. Zde zemřela ve věku 80 let. 

### Profesní kariéra
V roce 1922 následovala svého manžela do Vídně, kde založil nový psychologický institut. Manželé svými výzkumy a publikacemi založili „Vídeňskou školu vývojové psychologie“. Mezi lety 1923–1938 prováděla výzkum dětí od kojeneckého období a získávala biografické údaje o rozsahu lidské životní dráhy.  Během roku 1932 pracovala na vytvoření tzv. Vídeňských vývojových testů, které byly používány u dětí od jednoho roku až do šesti let. Tyto testy byly dlouho používány především v kojeneckých ústavech ke zjištění vývojových odchylek u dětí. Psychologický výzkum dětí měl být využíván při praktické pedagogice.
Mezi lety 1924–1925 působila deset měsíců na pozvání Rockefellerovy nadace ve Spojených státech amerických, kde se věnovala studiu behaviorismu. V roce 1929 byla jmenována docentkou na vídeňské univerzitě.
V roce 1930 pracovala jako hostující profesorka na Kolumbijské univerzitě. V roce 1935 se účastnila založení ústavu dětské psychologie v Londýně. 
V březnu 1938 se během pobytu v Londýně dozvěděla o rakouském anšlusu. Její manžel Karl Bühler byl vzat do ochranné vazby 23. března 1938 a oba vzhledem ke svému židovskému původu dostali výpověď ze zaměstnání na vídeňské univerzitě. Po propuštění manžela se setkali v Oslu. Oběma byla nabídnuta počátkem roku 1938 profesura na katolické Fordham University v New Yorku. Místo ale nezískali. Karl Bühler poté přijal profesuru na minnesotské vysoké škole v Saint Paul. Charlotte Bühlerová zůstala v Norsku, protože již byla přijata na místní univerzitu. V roce 1940, krátce před okupací Norska emigrovala za manželem do Saint Paul. 
V  roce 1942 nastoupila jako hlavní psycholožka v minneapoliské centrální nemocnici. V roce 1945 získala americké občanství a přestěhovala se do Los Angeles, kde pracovala jako hlavní psycholožka ve Všeobecném lékařském centru (Los Angeles General Medical Center) až do roku 1958. Ve stejné době byla profesorkou psychiatrie na Univerzitě Jižní Kalifornie (University of Southern California). Poté provozovala soukromou praxi v Beverly Hills. 

### Publikace – výběr
- Das Märchen und die Phantasie des Kindes (Pohádka a představivost dítěte). Barth, Lipsko 1918.
- Das Seelenleben des Jugendlichen: Versuch einer Analyse und Theorie der psychischen Pubertä (Duševní život adolescenta: pokus o analýzu a teorii psychologické puberty). G. Fischer, Jena 1922.
- Kindheit und Jugend: Genese des Bewußtseins (Dětství a mládí: Geneze vědomí). Hirzel, Lipsko 1928.
- Der menschliche Lebenslauf als psychologisches Problem (Průběh lidského života jako psychologický problém). Hirzel, Lipsko 1933.
- Kind und Familie: Untersuchungen der Wechselbeziehungen des Kindes mit seiner Familie (Dítě a rodina: Vyšetřování interakcí mezi dítětem a jeho rodinou). Fischer, Jena 1937.
- Praktische Kinderpsychologie (Praktická dětská psychologie). Lorenz, Wídeň, Lipsko 1938.
- Kleinkindertests: Entwicklungstests vom 1. bis 6 (Testy batolete: vývojové testy od 1 do 6 let). Lebensjahr. Barth, Mnichov 1952.
- Psychologie im Leben unserer Zeit (Psychologie v životě naší doby). Droemer/Knaur, Mnichov, Curych 1962.

## Odkaz
Vydala sto šedesát osm publikací a odborných prací. Její významné práce byly přeloženy do jednadvaceti jazyků. V roce 1922 popsala projektivní testovací metodu (Bühler World Test) v práci Duševní život dospívajících. Ve Vídni se zabývala pozorováním a výzkumem chování dětí v každodenním životě. V rámci prakticky orientovaného výzkumu společně se svou asistentkou Hildegardou Hetzerovou, kterou v roce 1927 nahradila Lotte Schenk-Danzingerová vyvinula vývojové a inteligenční testy pro malé děti.
V roce 1933 vydala knihu Der menschliche Lebenslauf als psychologisches Problem, ve které empiricky podložila koncepci psychologie celoživotního vývoje. Poprvé v německy mluvícím světě bylo stáří zahrnuto do psychologie délky života a gerontopsychologie byla přiřazena k psychologii. Ve své knize z roku 1959 zpřesnila vymezení předmětu zkoumání:
| „ | Člověk jako celek, prožívající svůj život zčásti nevědomě, zčásti vědomě v regulaci svých systémů. | “ |

Položila tak základ dalších psychologických studií o procesu stárnutí i volbě vhodné terminologie. Doslovný český překlad knihy „běh lidského života jako psychologický problém“ se v anglických textech překládá jako termín „Life course“. V české literatuře se používá termín „cesta životem“ nebo také „životní dráha“. Svým zapojením do psychologie životního běhu významně přispěla k zavedení gerontopsychologie jako samostatné disciplíny. 
Rozdělila život člověka do pěti etap podle jeho postojů k životním společenským rolím a cílům.
- do 15 let: bez zaměření
- 15–25 let: nespecifikovaná expanze, přípravné období
- 25–45 let: specifikace zaměření, zralost, definitivní životní úloha
- 45–60 let: rozmach, úspěch, životní přínos, příprava na úbytek sil
- nad 60 let: teoretický poměr k životu, retrospekce a příprava na zakončení života.[4]

Spolu s Carlem Rogersem a Abrahamem Maslowem položila základy humanistické psychologie.